# Eleições em Angola
Antes de sua formação nacional, ou seja, ainda enquanto colônia portuguesa, Angola realizou uma eleição regional para composição da Assembleia Legislativa do Estado de Angola. O órgão era composto por 53 membros, dos quais 32 seriam eleitos de forma direta e o restante seria eleito indiretamente dentre os servidores públicos, grupos religiosos e grupos empresariais.
Seguiu-se a primeira eleição nacional independente, porém de caráter indireta, somente para ratificação do Presidente da República e dos dez membros do Conselho Revolucionário do Povo (ou Conselho da Revolução). Houve mais uma eleição indireta para presidente em 1979, em razão da morte de Agostinho Neto.
Em 1980 e 1986 ocorrem as primeiras eleições legislativas diretas para deputados da Assembleia do Povo (que substituiu o Conselho Revolucionário do Povo). Entretanto foram eleições monopartidárias.
Após a sua transição de um Estado de partido único para democracia multipartidária em 1991, e de acordo com a constituição adotada em 1992, Angola realizou eleições a nível nacional em 1992, destinado a escolher um chefe de Estado — o presidente — e uma legislatura. O presidente deveria ser eleito diretamente para um mandato de cinco anos com direito à reeleição, por maioria absoluta — e se nenhum candidato alcançasse maioria absoluta, haveria um segundo turno, com apenas os dois candidatos mais votados em execução. A Assembleia Nacional (que substituiu a Assembleia do Povo) seria composta por 220 membros, eleitos para um mandato de quatro anos, 130 por representação proporcional e 90 em distritos provinciais.
As eleições legislativas de 1992 deram ao Movimento Popular de Libertação de Angola a maioria absoluta. Entretanto seu candidato, José Eduardo dos Santos, não obteve maioria absoluta na primeira volta, o que resultou no retorno dos combates da Guerra Civil Angolana, decorrente da não-aceitação da União Nacional para a Independência Total de Angola (UNITA), que alegou fraude na contagem dos votos. Como consequência, o segundo turno das eleições presidenciais nunca aconteceu, e José Eduardo dos Santos manteve o cargo de presidente, para o qual tinha sido nomeado nas condições da República Popular, em 1979.
A Assembleia Nacional começou a funcionar, com a participação ativa dos deputados eleitos pelo MPLA, pela UNITA, pela Frente Nacional de Libertação de Angola (FNLA), pelo Partido de Renovação Social (PRS), pelo Partido Liberal Democrático (PLD) e por sete partidos menores — mesmo que os dois primeiros estivessem ao mesmo tempo travando uma guerra civil. As eleições parlamentares marcadas para 1997, de acordo com a Constituição, foram adiadas várias vezes.
Após a guerra civil ter chegado ao fim, em 2002, as eleições foram finalmente realizadas em setembro de 2008, por mais que as presidenciais fossem feitas mais tarde. Nas eleições legislativas, o MPLA obteve uma maioria esmagadora que lhe permitiu adotar uma nova constituição no início de 2010, mantendo-se as regras para as eleições parlamentares, mas estipulando que a partir dali o presidente não seria mais eleito diretamente, mas sim que o candidato principal do partido que obteve o maior número de votos nas eleições parlamentares se tornaria automaticamente Presidente da República. Em 2012, eleições gerais foram realizadas de acordo com este modelo, dando ao MPLA novamente uma maioria de mais de dois terços, confirmando, assim, José Eduardo dos Santos como Presidente. Seguiram-se eleições em 2017 e 2022 também garantindo maioria parlamentar ao MPLA.

## Lista de eleições angolanas
- Eleições gerais em Angola em 1992
- Eleições legislativas de Angola de 2008
- Eleições gerais de Angola de 2012
- Eleições gerais de Angola de 2017
- Eleições gerais de Angola de 2022